# Laurence Binyon
Robert Laurence Binyon, CH (Lancaster, 10 agosto 1869 – Reading, 10 marzo 1943), è stato un poeta, drammaturgo e critico d'arte inglese.

## Biografia

### Primi anni
Laurence Binyon nacque a Lancaster, nel Lancashire, in Inghilterra. I suoi genitori erano Frederick Binyon, un sacerdote della Chiesa d'Inghilterra e Mary Dockray. Il padre di Mary, Robert Benson Dockray, era un importante ingegnere della Ferrovia di Londra e Birmingham. I suoi antenati erano Quaccheri.
Binyon studiò alla St Paul's School di Londra. Quindi seguì studi classici (Honour Moderations) al Trinity College di Oxford, dove vinse il Newdigate Prize per la poesia nel 1891.
Immediatamente dopo la laurea nel 1893, Binyon iniziò a lavorare per il Dipartimento di Libri Stampati del British Museum, scrivendo cataloghi espositivi per il museo e monografie d'arte per se stesso. Nel 1895 fu pubblicato il suo primo libro, Dutch Etchers of the Seventeenth Century (Incisioni olandesi del XVII secolo). Nello stesso anno Binyon si trasferì nel Dipartimento Disegni e Stampe del Museo, sotto Campbell Dodgson. Nel 1909 Binyon divenne il suo Assistente Curatore e, nel 1913, divenne Custode del nuovo Sotto-Dipartimento di Disegni e stampe orientali. Intorno a quel momento svolse un ruolo cruciale nella formazione del Modernismo a Londra, avviando giovani poeti imagisti come Ezra Pound, Richard Aldington e H.D. all'arte visiva e alla letteratura dell'Asia orientale. Molti dei libri di Binyon prodotti nel museo furono influenzati dalle sue stesse sensibilità di poeta, sebbene alcuni fossero opere di semplice studio, come il suo catalogo in quattro volumi di tutti i disegni inglesi del museo e il suo catalogo fondamentale di stampe cinesi e giapponesi.

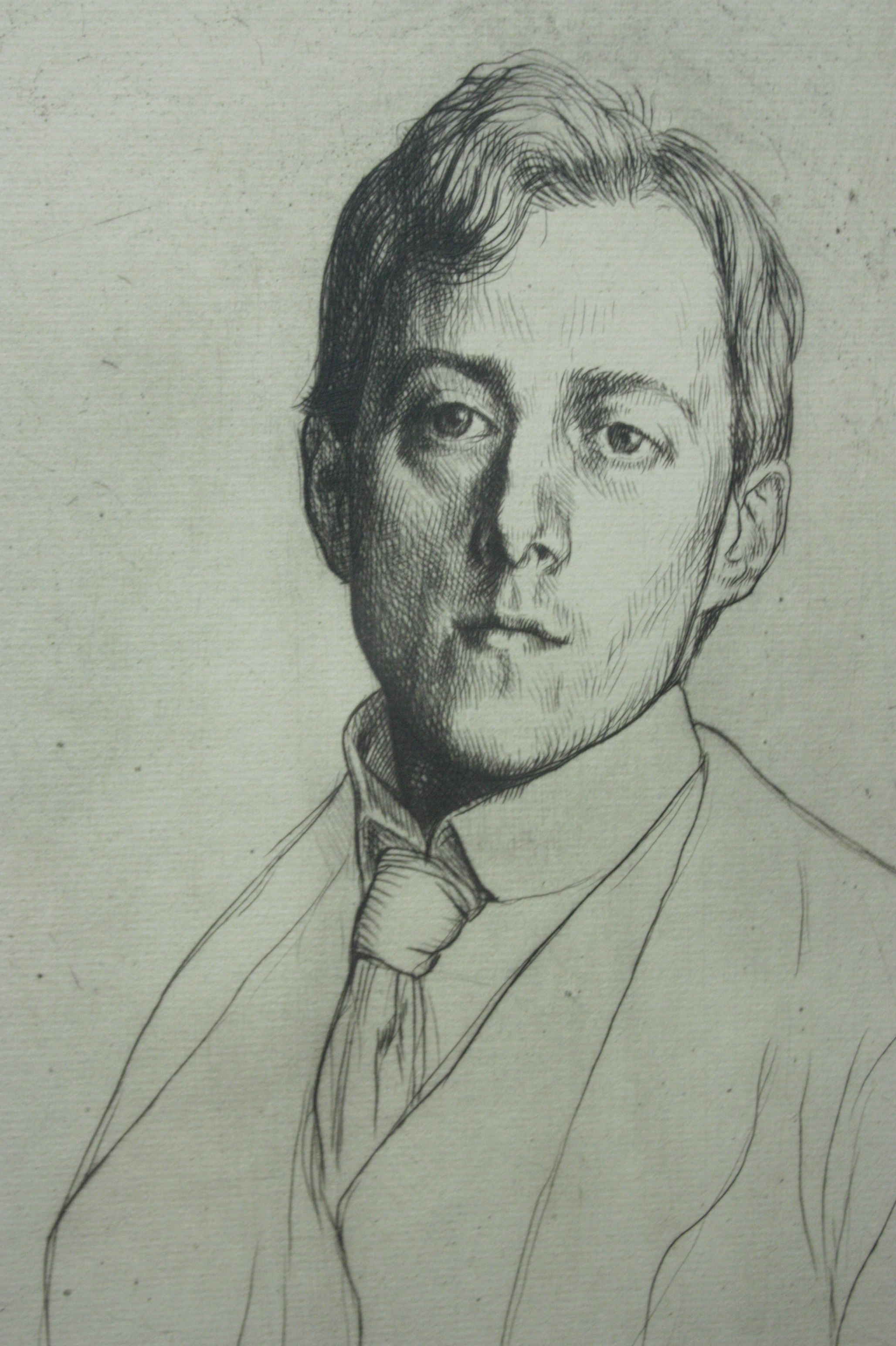
Laurence Binyon, 1898, drypoint by William Strang

Nel 1904 sposò la storica Cicely Margaret Powell e la coppia ebbe tre figlie. In quegli anni Binyon apparteneva a una cerchia di artisti, come cliente regolare della Caffetteria viennese di Londra. Tra i suoi colleghi intellettuali c'erano Ezra Pound, Sir William Rothenstein, Walter Sickert, Charles Ricketts, Lucien Pissarro ed Edmund Dulac.
La reputazione di Binyon prima della prima guerra mondiale era tale che alla morte della Poeta Laureato Alfred Austin nel 1913, Binyon fu tra i nomi citati dalla stampa come suo probabile successore (altri nominati includevano Thomas Hardy, John Masefield e Rudyard Kipling, ma il posto andò a Robert Bridges).

### "For the Fallen"
- Wikisource contiene una pagina in lingua inglese dedicata a Laurence Binyon
- Wikisource contiene il testo completo di For the Fallen
- Wikimedia Commons contiene immagini o altri file su Laurence Binyon

Commosso dall'inizio di quella che fu allora chiamata la Grande Guerra e dal già elevato numero di vittime della British Expeditionary Force, Binyon scrisse il suo For the Fallen ("Per i Caduti") nel 1914, con il suo "Ode of Remembrance" (la terza e la quarta o semplicemente la quarta strofa del poema). All'epoca visitava le scogliere sulla costa nord della Cornovaglia, a Polzeath o a Portreath; c'è una targa in ogni sito per commemorare l'evento, ma Binyon stesso menzionò Polzeath in un'intervista del 1939. La confusione potrebbe essere correlata al fatto che Porteath Farm si trova vicino a Polzeath. Il pezzo è stato pubblicato da The Times a settembre, quando il sentimento pubblico era interessato dalla recente Prima battaglia della Marna.
Oggi la poesia più famosa di Binyon, "For the Fallen", è spesso recitata ai servizi della British Remembrance Sunday; è parte integrante dei servizi dell'Anzac Day in Australia e Nuova Zelanda e dei servizi dell'11 novembre in Canada. L'"Ode of Remembrance" è stata quindi rivendicata come omaggio a tutte le vittime della guerra, indipendentemente dalla nazione.
They went with songs to the battle, they were young.

Straight of limb, true of eyes, steady and aglow.

They were staunch to the end against odds uncounted,

They fell with their faces to the foe.
They shall grow not old, as we that are left grow old:

Age shall not weary them, nor the years condemn.

At the going down of the sun and in the morning,

We will remember them.
They mingle not with their laughing comrades again;

They sit no more at familiar tables of home;

They have no lot in our labour of the day-time;

They sleep beyond England's foam»
Andarono con canzoni in battaglia, erano giovani.

Gambe dritte, occhi sinceri, costanti e ardenti.

Furono fermi fino alla fine contro probabilità innumerevoli,

Caddero con la faccia rivolta al nemico.
Loro non invecchieranno, mentre noi rimasti invecchieremo:

Non li stancherà l'età, né gli anni li condanneranno.

Al calar del sole e al mattino,

Noi li ricorderemo.
Non si mescolano più con i loro compagni che ridono;

Non siedono più ai tavoli familiari di casa;

Non hanno un posto nella nostra fatica quotidiana;

Dormono oltre la spuma dell'Inghilterra»
Questa "Ode to Remembrance" comprende le tre stanze centrali della poesia a sette strofe "For the Fallen", precedute e seguite da altre due stanze. La stessa Ode, usata nei servizi alla memoria, di solito è solo la strofa centrale delle tre mostrate sopra. La poesia completa si può trovare qui.
Tre delle poesie di Binyon, tra cui "For the Fallen", furono ambientate da Sir Edward Elgar nella sua ultima grande opera orchestrale/corale, The Spirit of England.
Nel 1915, nonostante fosse troppo vecchio per arruolarsi nelle forze armate, Binyon si offrì volontario in un ospedale britannico per soldati francesi, Hôpital Temporaire d'Arc-en-Barrois, Alta Marna, Francia, lavorando brevemente come inserviente in ospedale. Ritornò nell'estate del 1916 e si prese cura dei soldati presi dal campo di battaglia di Verdún. Scrisse delle sue esperienze in For Dauntless France (1918) e le sue poesie "Fetching the Wounded" e "The Distant Guns" furono ispirate dal suo servizio ospedaliero ad Arc-en-Barrois.
Artists Rifles, un audiolibro CD pubblicato nel 2004, include una lettura di "For the Fallen" dello stesso Binyon. La registrazione stessa non è datata ed è apparsa su un disco da 78 giri pubblicato in Giappone. Altri poeti della Grande Guerra che si ascoltano sul CD sono Siegfried Sassoon, Edmund Blunden, Robert Graves, David Jones e Edgell Rickword.

### Anni successivi

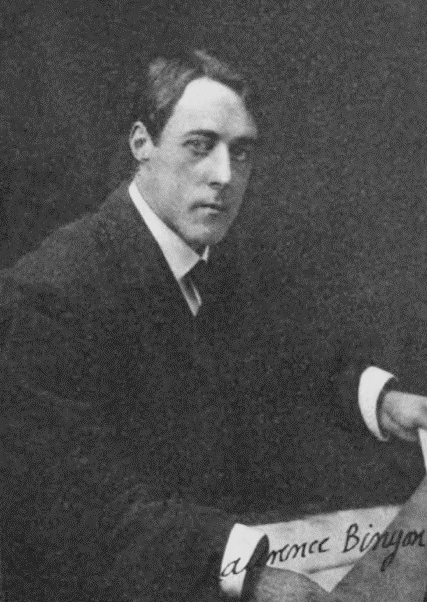
Laurence Binyon

Dopo la guerra tornò al British Museum e scrisse numerosi libri sull'arte, in particolare su William Blake, l'arte persiana e Arte giapponese. Il suo lavoro sulle antiche culture giapponesi e cinesi ha offerto esempi fortemente contestualizzati che hanno ispirato, tra gli altri, i poeti Ezra Pound e W. B. Yeats. Il lavoro di Binyon su Blake e i suoi seguaci ha mantenuto vivo il ricordo allora quasi dimenticato dell'opera di Samuel Palmer. La dualità di interessi di Binyon ha continuato il tradizionale interesse del visionario romanticismo britannico nella ricca singolarità delle culture mediterranee e orientali.
Nel 1931 apparvero i suoi Collected Poems in due volumi. Nel 1932 Binyon divenne il Conservatore del Dipartimento di stampe e disegni, ma nel 1933 si ritirò dal British Museum. Andò a vivere in campagna a Westridge Green, vicino a Streatley, nel Berkshire, dove anche le sue figlie vennero a vivere durante la seconda guerra mondiale e continuò a scrivere poesie.
Nel 1933-1934 Binyon fu nominato Norton Professor of Poetry all'Università di Harvard. Tenne una serie di conferenze su The Spirit of Man in Asian Art, che furono pubblicate nel 1935. Continuò il suo lavoro accademico. Nel maggio del 1939 tenne la prestigiosa Conferenza Romanes ad Oxford su Art and Freedom (Arte e libertà) e nel 1940 fu nominato Byron Professor of English Literature all'Università di Atene. Lavorò lì fino a quando non fu costretto a partire, sfuggendo per un breve periodo alla Invasione tedesca della Grecia nell'aprile 1941. Gli successe Lord Dunsany, che ricoprì la cattedra nel 1940-1941.
Binyon era stato amico di Pound dal 1909 circa, e negli anni '30 i due si avvicinarono particolarmente; Pound lo chiamava affettuosamente "BinBin" e aiutò Binyon nella sua traduzione di Dante. Un altro protetto era Arthur Waley, che lavorava per Binyon al British Museum.
Tra il 1933 e il 1943 Binyon pubblicò la sua acclamata traduzione della Divina Commedia di Dante in una versione inglese della terza rima, realizzata con l'assistenza editoriale di Ezra Pound. Dedicò vent'anni alla sua traduzione e la terminò poco prima della sua morte. I suoi lettori aumentarono notevolmente quando Paolo Milano lo selezionò per "The Portable Dante" nella serie Portable Library di Viking. Binyon ha rivisto in modo significativo la sua traduzione di tutte e tre le parti del progetto e il volume attraversò tre edizioni principali e otto stampe (mentre altri volumi della stessa serie sono andati fuori stampa) prima di essere sostituito dalla traduzione di Mark Musa nel 1981.
Durante la seconda guerra mondiale, Binyon continuò a scrivere poesie tra cui un lungo poema sul Blitz di Londra, "The Burning of the Leaves", che è considerato da molti il suo capolavoro. Nel 2016 Paul O'Prey curò una nuova selezione delle sue poesie, Poems of Two Wars, che ha riunito le poesie scritte durante entrambe le guerre, con un saggio introduttivo sul lavoro di Binyon che propone la sua ultima produzione poetica come la sua migliore.
Alla sua morte Binyon stava lavorando a una trilogia Arturiana in tre parti, la prima parte della quale fu pubblicata dopo la sua morte come The Madness of Merlino (La follia di Merlino) (1947).
Morì a Dunedin Nursing Home, Bath Road, Reading, il 10 marzo 1943, all'età di 73 anni, dopo un'operazione. Un funerale si tenne alla Trinity College Chapel, Oxford, il 13 marzo 1943.
C'è un memoriale di ardesia nella chiesa di St. Mary, ad Aldworth, dove furono sparse le ceneri di Binyon. L'11 novembre 1985, Binyon fu tra i 16 poeti della Grande Guerra commemorati su una pietra ardesia scoperta nel Poets' Corner (L'angolo dei poeti) dell'Abbazia di Westminster. L'iscrizione sulla pietra cita un collega poeta della Grande Guerra, Wilfred Owen. Si legge: "La mia materia è la guerra e la pietà della guerra. La poesia è nella pietà".

## Famiglia
Le sue tre figlie (Helen, Margaret e Nicolete Grey) sono diventate artisti. Helen Binyon (1904–1979) studiò con Paul Nash ed Eric Ravilious, illustrando molti libri per la Oxford University Press ed era anche una marionettista. Successivamente insegnò l'arte delle marionette e pubblicò Puppetry Today (1966) e Professional Puppetry in Inghilterra (1973). Margaret Binyon ha scritto libri per bambini, che sono stati illustrati da Helen. Nicolete, come Nicolete Gray, era un illustre calligrafa e studiosa d'arte.